# Esi Sutherland-Addy

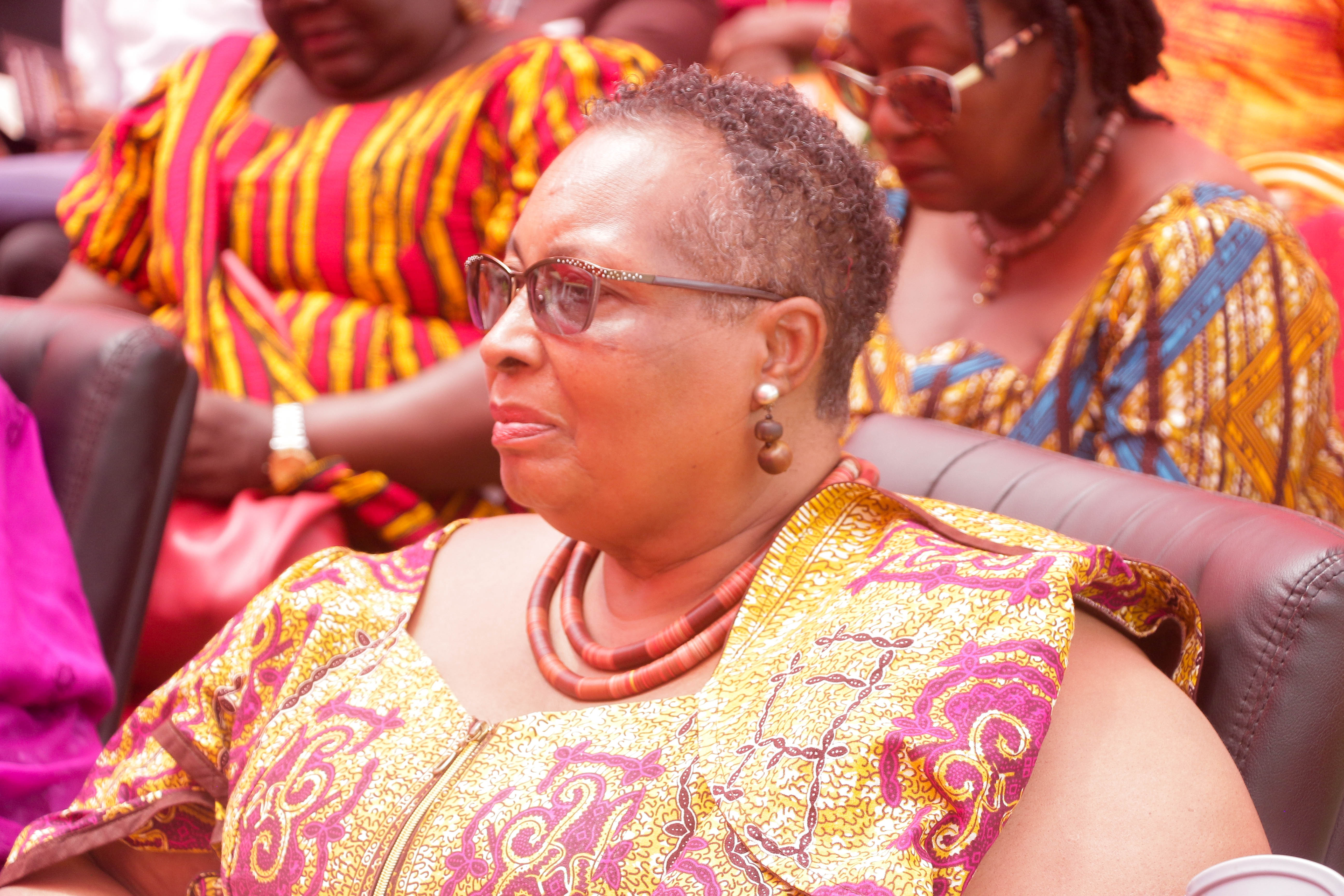
Esi Sutherland-Addy

Esi Sutherland-Addy (* 20. Jahrhundert) ist eine ghanaische Wissenschaftlerin, Menschenrechtsaktivistin, Autorin und Hochschullehrerin. Sie ist Professorin am Institute of African Studies und stellvertretende Direktorin des Programms des African Humanities Institute an der University of Ghana war. Sie war 1986 stellvertretende Ministerin für Tourismus und Kultur sowie von 1986 bis 1993 für Hochschulbildung in der Republik Ghana.

## Leben und Werk
Sutherland-Addy ist das älteste der drei Kinder der Schriftstellerin und Kulturaktivistin Efua Theodora Sutherland und des Afroamerikaners William Sutherland. Sie besuchte die St. Monica Secondary School in Mampong und die Achimota School. 1980 erwarb sie einen Master-Abschluss in African Area Studies an der University of California in Los Angeles und 1997 einen Bachelor of Arts in Französisch und Linguistik an der University of Ghana.
Sie war außerordentliche Professorin am Accra Campus der New York University und Gastdozentin an der Indiana University, der Manchester University und dem Institut des Hautes Etudes en Sciences Sociales in Paris.
Sutherland-Addy ist Professorin am Institut für Afrikastudien und arbeitet in der Abteilung für Sprache, Literatur und Theater. Sie war Mitglied in verschiedenen Gremien, Ausschüssen und Kommissionen sowohl an der Universität als auch national und international und war Vorsitzende des National Inspectorate Board und von Afram Publications Ghana Ltd.
Als stellvertretende Ministerin für Tourismus und Kultur sowie Hochschulbildung in der Republik Ghana leitete sie mehrere nationale Projekte, darunter die Gründung des WEB Dubois Memorial Centre for Pan African Culture und das von der Weltbank finanzierte Tertiary Education Reform Programme. Auf internationaler Ebene war sie Ko-Berichterstatterin der UNESCO/UNICEF/WELTBANK-Weltkonferenz „Bildung für alle“ (5.–9. März 1990) in Jomtien in Thailand und 1997 Berichterstatterin der 5. UNESCO-Weltkonferenz für Erwachsenenbildung in Hamburg.
Ihre Arbeit in der Zivilgesellschaft umfasst die Bereiche Kunst, Kinder, Mädchenbildung, die Entwicklung kinderfreundlicher urbaner Räume, Zivilgesellschaftsmanagement und Kapazitätsaufbau. Sie war Sekretärin der Mmofra Foundation, Vorsitzende des Forum for African Women Educationalists Ghana Chapter, Jurorin für den Golden Baobab Prize 2013 und Leiterin des Ghana Culture Forum. Sie war Vorsitzende des Kuratoriums des Freiwilligen Fonds für technische Zusammenarbeit des Hohen Kommissars der Vereinten Nationen für Menschenrechte und des Forums afrikanischer Pädagoginnen (Ghana). Sie ist Mitglied des Beirats des „Industrieprogramms zur Erhaltung afrikanischer audiovisueller Mediengüter“ unter der Schirmherrschaft der Broadcast Media Africa Company. Sie war Vorsitzende der PANAFEST Foundation, einer Initiative, die von ihrer verstorbenen Mutter Mitte der 1980er Jahre ins Leben gerufen wurde, um Afrikaner auf dem Kontinent und in der Diaspora hinsichtlich der durch die Sklaverei aufgeworfenen Probleme zusammenzubringen.

## Forschung
Sie hat insbesondere im Bildungsbereich Studien für eine Vielzahl von Ländern und Organisationen durchgeführt, darunter Ghana, Namibia, Nigeria und Südafrika sowie für die UNESCO, UNICEF, die Weltbank und die Association for the Development of Education in Africa. Sie leitete das Projekt Shall I tell You or Shall I Not Tell You A Survey of Ghanaian Tales and Storytelling Tradition, dessen Ziel der Aufbau eines Erzählarchivs am Institute of African Studies der Universität Ghana ist. Darüber hinaus führt sie eine Archivstudie und -überprüfung der unveröffentlichten Werke der Wissenschaftlerin, Schriftstellerin und Kulturaktivistin Efua Sutherland durch.
Sie hat mehrere Forschungsprojekte geleitet und war Hauptforscherin des Forschungsprojekts Oral Traditions and Expressive Diversity, das die Sammlung und Digitalisierung ghanaischer mündlicher Überlieferungen umfasst und von der Andrew Mellon Foundation gefördert wurde. Sie hat über 60 Veröffentlichungen und hat Dokumentarfilme geschrieben und produziert, darunter zwei über berühmte ghanaische Künstler/Intellektuelle: Okyeame Boafo Akuffo: Akan-Linguist und Dichter (1986) und Ephraim Amu: Sein Leben und Werk (1989).

## Auszeichnungen und Ehrungen (Auswahl)
- 1998: Ehrenmitgliedschaft des College of Preceptors, Großbritannien
- 2001 und 2002: Gruppenpreis der Rockefeller Foundation für das Women Writing Africa Project
- 2004: Ehrendoktorwürde der University of Education, Winneba[9]
- 2008: Excellence in Distance Education Award
- 2008: Ehrenmitgliedschaft des Commonwealth of Learning
- 2018: Ghana Tourism Authority Award zum 20. Jahrestag des Emanzipationstages

## Veröffentlichungen (Auswahl)
- mit Aminata Diaw: Women Writing Africa: West Africa and the Sahel. The Feminist Press at CUNY, 2005, ISBN 978-1-55861-500-7.
- mit Anne V. Adams: The Legay of Efua Sutherland: Pan African Cultural Activism. Ayebia Clarke Publishing, 2007, ISBN 978-0-9547023-1-1.